# Luigi (abate di Saint-Denis)
Luigi, o Ludovico, in francese Louis (800 circa – 9 gennaio 867), nipote di Carlo Magno, fu abate di Saint-Denis e cancelliere di Carlo il Calvo.

## Origine
Era figlio illegittimo primogenito di Rorgone I del Maine, conte di Rennes, di Le Mans e primo conte del Maine della famiglia dei Rorgonidi, e di Rotrude, figlia terzogenita di Carlo Magno e della principessa sveva, Ildegarda di Vintzgau.

## Biografia
In gioventù fu compagno di studi di Lupo Servato, nell'abbazia di Ferrières.
Fu cancelliere di suo zio l'imperatore Ludovico il Pio e dopo la morte di quest'ultimo divenne cancelliere del re dei Franchi occidentali, suo cugino Carlo il Calvo, incarico che tenne sino alla sua morte.
Carlo il Calvo lo nominò abate di tre importanti abbazie: Saint-Denis, già nell'840, Saint-Riquier e Saint-Wandrille de Fontenelle.
Nell'858, assieme al fratellastro, Goslino, abate a Saint-Germain-des-Prés, Luigi, come ricordano gli Annales Bertiniani, venne catturato dai Vichinghi, che li rilasciarono dopo il pagamento di un cospicuo riscatto.
Morì il 9 gennaio dell'869.

## Discendenza
Di Luigi non si conosce alcuna discendenza.

### Fonti primarie
- (LA)  Monumenta Germaniae Historica, tomus II.
- (LA)  Annales Bertiniani.

### Letteratura storiografica
- Gerhard Seeliger, "Conquiste e incoronazione a imperatore di Carlomagno", cap. XII, vol. II (L'espansione islamica e la nascita dell'Europa feudale) della Storia del Mondo Medievale, pp. 358–396.
- René Poupardin, Ludovico il Pio, cap. XVIII, vol. II (L'espansione islamica e la nascita dell'Europa feudale) della Storia del Mondo Medievale, pp. 558–582.